# Eublemma nigribasis
Eublemma nigribasis är en fjärilsart som beskrevs av George Thomas Bethune-Baker 1911. Eublemma nigribasis ingår i släktet Eublemma och familjen nattflyn. Inga underarter finns listade i Catalogue of Life.